# Толна (Северна Дакота)
Толна (енгл. Tolna) град је у америчкој савезној држави Северна Дакота.

## Демографија
По попису из 2010. године број становника је 166, што је 36 (-17,8%) становника мање него 2000. године.
| Група             | 2000.       | 2010.       |
| Белци             | 200 (99,0%) | 161 (97,0%) |
| Афроамериканци    | 0 (0,0%)    | 0 (0,0%)    |
| Азијати           | 0 (0,0%)    | 0 (0,0%)    |
| Хиспаноамериканци | 0 (0,0%)    | 0 (0,0%)    |
| Укупно            | 202         | 166         |